# Osterhagen
Osterhagen est un quartier de la commune allemande de Bad Lauterberg im Harz, dans l'arrondissement de Göttingen, Land de Basse-Saxe.

## Géographie
Osterhagen se situe dans le Harz, dans la réserve naturelle du Steingrabental – Mackenröder Wald. Non loin d'Osterhagen se trouve le Weingartenloch, une caverne au trésor dans le karst autour de laquelle de nombreuses légendes.

## Histoire
Le 5 juillet 1944, un camp satellite de Mittelbau-Dora accueillant environ 300 prisonniers est construit dans une ancienne briqueterie près d'Osterhagen dans le but non atteint d'achever le Helmetalbahn entre Osterhagen et Nordhausen. Après plusieurs marches de la mort et un transport d'évacuation par train, la plupart des détenus sont assassinés lors du massacre perpétré dans la grange d'Isenschnibbe le 13 avril 1945 à Gardelegen. Il existe aujourd'hui une pierre commémorative et un panneau d'information au bord de l'ancien terrain. Six détenus de camp de concentration inconnus sont enterrés dans le cimetière local.
Osterhagen fusionne avec Bad Lauterberg im Harz le 1er juillet 1972.

## Source, notes et références
- (de) Cet article est partiellement ou en totalité issu de l’article de Wikipédia en allemand intitulé « Osterhagen » (voir la liste des auteurs).